# Maison des sports (Chalon-sur-Saône)
Pour les articles homonymes, voir Maison des sports.
La Maison des sports est une salle omnisports située à Chalon-sur-Saône.

## Présentation
Cette salle est d'une capacité de 1200 places avec une tribune centrale à deux niveaux et une tribune latérale. Elle est actuellement utilisée par le Handball Club Chalonnais et le Volley-ball Club Chalon. Dans sa configuration basket-ball, du temps de l'Élan Chalon en Pro A, ont été rajoutées par rapport à la configuration de départ une tribune métallique (sous la tribune latérale), une autre tribune métallique en latérale, une petite tribune métallique en centrale de trois rangées et des box de 6 sièges sous la tribune centrale déjà existante.

## Histoire
La salle (1200 places à sa création) a été utilisée à partir de 1970 par le basket-ball et l'Élan sportif chalonnais jusqu'en mai 2001 et la construction du Colisée. Elle a été agrandie à 1 500 places en 1993, puis à 2 200 un an plus tard lors de la montée en Pro B, 2 800 personnes pouvaient y accéder lors des grandes rencontres : « Cette salle exsangue était en feu, une maison des sports défraichie, où le public se tasse debout, pour certains, derrière des barrières ; une maison qui vibre, chante, hurle, crie, siffle, vit ». Le Chalon Basket Club a été également résidant de cette salle jusqu'en 2009.

## Accès
Voiture : par l'autoroute A6 aux sorties Chalon nord ou Chalon sud.
Train : gare de Chalon-sur-Saône ou gare de Le Creusot TGV.
Avion : aérodrome de Champforgeuil ou aéroport de Lyon Saint-Exupery.

## Galerie

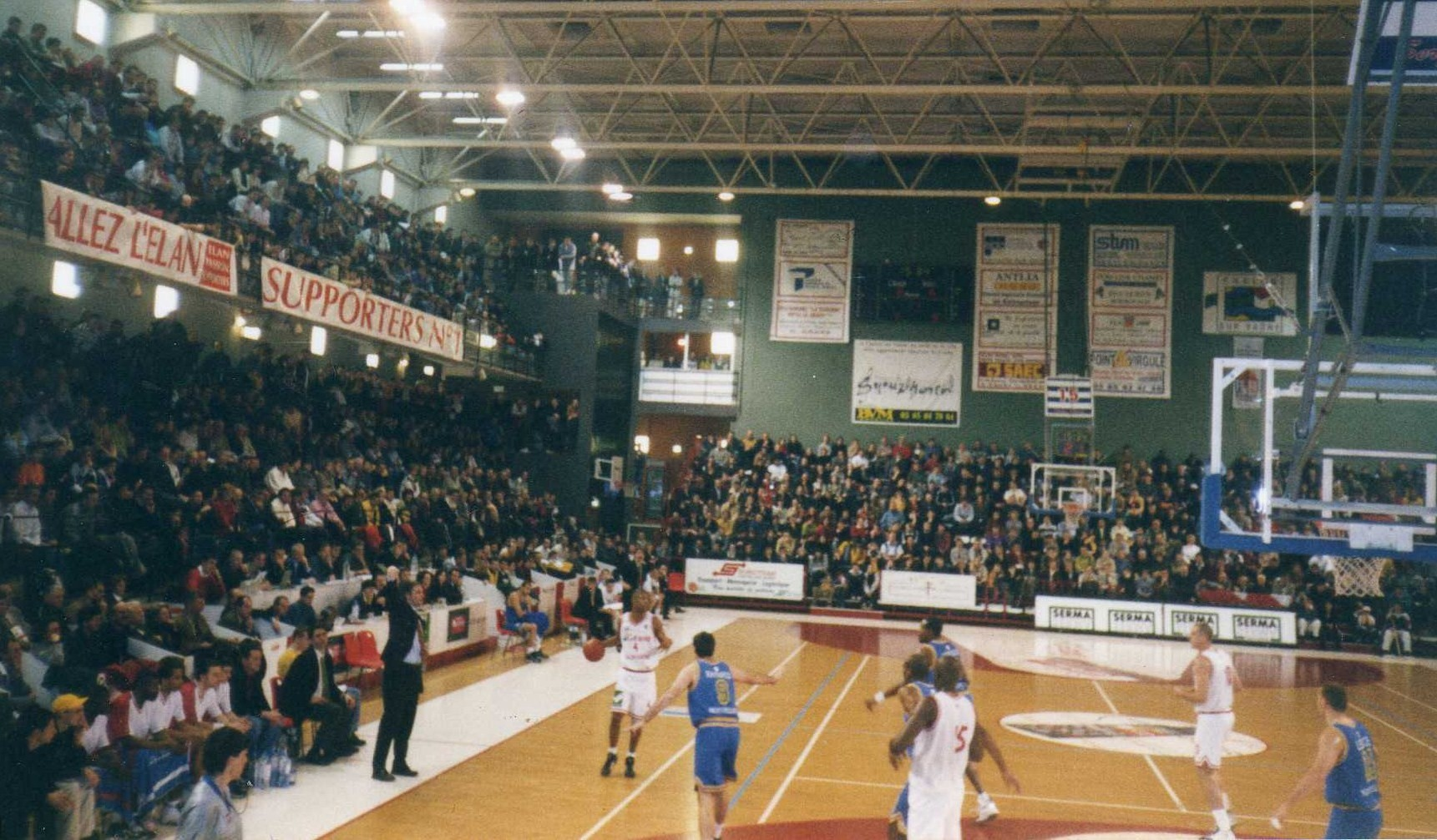
Elan Chalon : Match de Pro A à la Maison des Sports
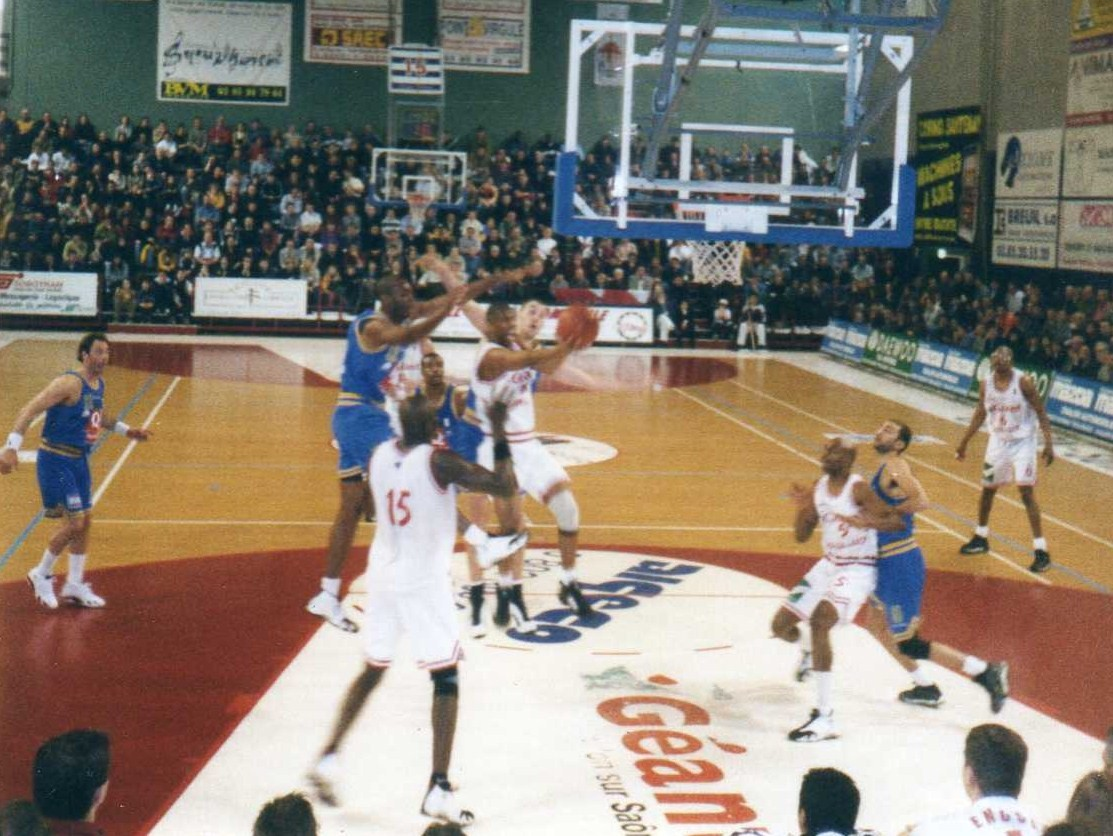
Elan Chalon : Match de Pro A à la Maison des Sports
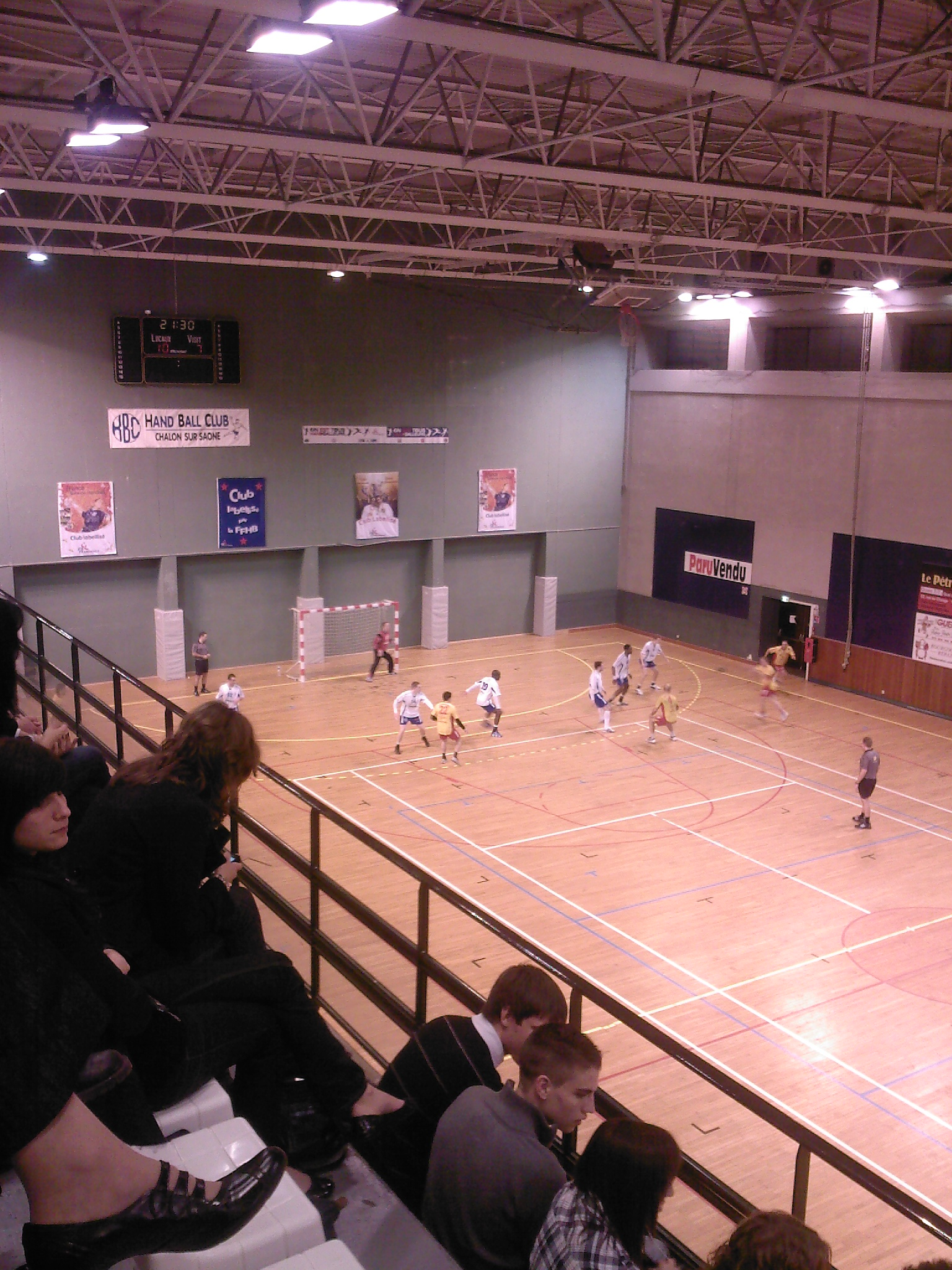
Match du Handball Club Chalonnais en 2009 contre Martigues en Nationale 1